# Aluminiumoxid
Aluminiumoxid är en förening av aluminium och syre. Om inget annat sägs, avses här den vanligaste formen: Al2O3, aluminium(III)oxid. Aluminiumoxid är en av de vanligaste keramerna efter porslin. Föreningen uppstår även när en ren aluminiumyta oxideras. Den 4 nm tunna hinna av aluminiumoxid som då bildas utgör ett effektivt skydd för metallen.

## Historia
Sven Rinman (1720–1792) kallade denna förening "lerjord", en benämning som var i bruk ännu i början av 1900-talet. Oftast avsågs därmed halten av grundämnet aluminium i kemiska analyser. I analysgången erhölls aluminiumet som oxid vilken av Rinman betecknades "det rena grundämnet" (enligt dåtidens uppfattning).

## Egenskaper

### Fysiska egenskaper
Aluminiumoxid är kemiskt mycket stabil, elektriskt isolerande, men med god värmeledningsförmåga (40 W / (m · K)). Vidare har keramen god värmechockbeständighet, hög slitstyrka och hög draghållfasthet (150 – 200 MPa).
Luktlös.
Ångtryck 133,3 Pa vid 2 158 °C 
Aluminiumoxid är dubbelbrytande δ= -0,008 med  nω = 1,767–1,772 och nε = 1,759–1,763.
Med inblandning av en viss mängd zirkoniumdioxid uppnås ökad brottseghet. 

### Kemiska egenskaper
Aluminiumoxid är amfolytiskt, d v s det reagerar med såväl syror som baser. Exempel:
- Med fluorvätesyra: Al2O3 + 6HF → 2AlF3 + 3H2O
- Med natriumhydroxid: Al2O3 + 2NaOH + 3H2O → 2NaAl(OH)4 (natriumaluminat)

Olöslig i dietyleter, nästan[källa behövs] olöslig i etanol.

## Mineral
| Ädelstenar | Ädelstenar              | Ädelstenar | Ädelstenar |
| Namn       | Spårämne                | Färg       | Färg       |
| ---------- | ----------------------- | ---------- | ---------- |
| Safir      | Järn                    | Blå        |            |
| Safir      | Titan                   | Gul        |            |
| Safir      | Koppar                  | Violett    |            |
| Safir      | Magnesium[källa behövs] | Orange     |            |
| Rubin      | Krom                    | Röd        |            |

Aluminiumoxid förekommer naturligt som mineralet korund. Om kristallerna är tillräckligt rena för att vara genomskinliga klassas de som ädelstenar (rubin respektive safir). Med små orenheter (spårämnen) uppstår olika färger.
Det finns flera processer för att framställa syntetiska safirer, varvid man kan förse produkten med många olika färger, även sådana som inte finns hos naturliga safirer. Även rubiner kan framställas syntetiskt. Den första syntetiska safiren framställdes 1902 genom Verneuil-processen. En annan metod, Czochralski-processen, uppfanns 1916. Senare har flera andra processer kommit för industriell tillverkning av syntetiska safirer i stor mängd. Till skillnad från 1902 och 1916 års metoder som ger kompakta safirer, är industriellt framställda safirer porösa.
|  |  |

## Framställning
Aluminiumoxid framställs ur bauxit som ett steg i Bayerprocessen. Ämnet aluminiumhydroxid kalcineras genom att hettas upp till över 1 000 °C varvid vatten avgår och aluminiumoxid bildas.
{\displaystyle {\rm {2\ Al(OH)_{3}\rightarrow Al_{2}O_{3}+3\ H_{2}O}}}
Ytan på aluminiumföremål kan förses med ett skyddande lager av aluminiumoxid genom en elektrolytisk process som kallas eloxering. Det eloxerade oxidlagret är tjockare och mer motståndskraftigt än det som bildas naturligt, bara 4 nm tjockt, vid kontakt med luft. Eloxeringen kan ges olika färger.
Aluminiumoxid förekommer med flera kristallstrukturer:
- Romboedrisk (trigonal) struktur α-Al2O3 (korund)
- β-Al2O3, så kallad β-bauxit. Detta är emellertid ett historiskt misstag, och avser egentligen Na2Al22O34 (Na2O · 11(Al2O3) ), diaoyudaoit, som är havsbottenslam, som finns på mer än 1 500 m djup.[5]
- Kubisk struktur, γ-Al2O3

## Användning
Aluminiumoxid har en mängd användningsområden, bland annat
- skärmaterial för bearbetning av järn, stål m.m.
- slipmedel vid mekanisk bearbetning; slipverktyg
- bärarmaterial för tryckta kretsar; isolator i elektronik (även högspänningselektronik)
- implantat
- deglar för smältning av glas och metaller
- reaktionskärl
- termoelementskydd etc. inom kemisk industri
- trådförare inom textilindustrin
- dragbockar för tråddragning
- suglådsplattor i pappersindustrin
- munstycken för matt- eller reliefblästring i glas
- blästringsmunstycken för blästrande rengöring
- lager för precisionsinstrument.
För ur kallas lagren rubiner (aldrig safirer); ju fler dess bättre ur. Urmakaren granskar dem med en stenhålslupp.
- infodring i kvarnar
- tätningar i pumpar och cykloner
- tätningar till engreppsblandare för kallt/varmt vatten
- ventiler för pumpar i korrosiva miljöer
- tätningar i dränkbara pumpar
- verksamt medel i hudpeelingmetoden Microdermabrasion[6].